# Laguna Savala
Laguna Savala är ett träsk i Belize. Det ligger i distriktet Corozal, i den norra delen av landet, 100 km norr om huvudstaden Belmopan.